# Timanthes signatipennis
Timanthes signatipennis är en insektsart som beskrevs av Carl Stål 1877. Timanthes signatipennis ingår i släktet Timanthes och familjen vårtbitare. Inga underarter finns listade i Catalogue of Life.